# العرش الفضي

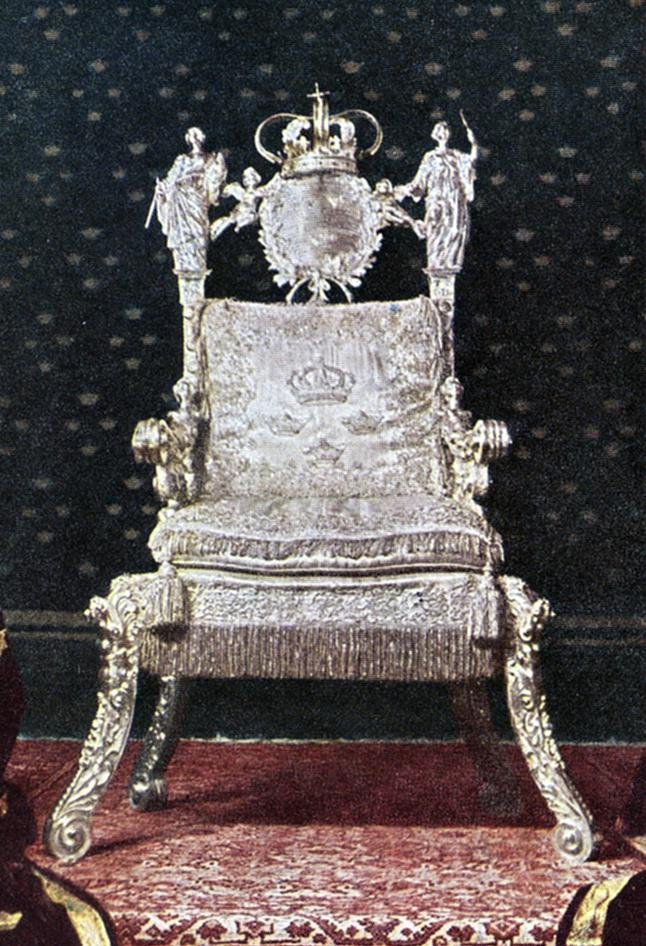
العرش الفضي

العرش الفضي (السويدية: Silvertronen) هو عرشٌ استخدمه ملوك السويد في مراسم التتويج واعتلاء العرش، والافتتاح الرسمي للبرلمان. يقع العرش الفضي في قاعة الدولة في قصر ستوكهولم. 
صُنع العرش الفضي لتتويج الملكة كريستينا في عام 1650. صنعه أبراهام درينتويت في أوغسبورغ، بافاريا، وكان هدية من الكونت ماغنوس غابرييل دي لا غاردي. منذ توقف ممارسة مراسم التتويج، استُخدم العرش في مراسم الافتتاح الرسمية للبرلمان (حتى عام 1975) ومراسم التتويج (آخرها لكارل السادس عشر غوستاف في عام 1973). وكان آخر استخدام له عام 1974 في مراسم الافتتاح الرسمية للبرلمان.
لعب العرش دورًا بارزًا في عام 2023 في صورة رسمية للملك كارل السادس عشر غوستاف للاحتفال باليوبيل الذهبي له. 
في 14 سبتمبر 2024، أُلقي القبض على امرأة بعد تجاوزها الحواجز المحيطة بالعرش والجلوس عليه. أُلقي القبض على المرأة للاشتباه في قيامها بأعمال تخريب وانتهاك قانون الحماية السويدي. في البداية، أفادت تقارير إعلامية بتضرر العرش في الحادثة، لكن الديوان الملكي السويدي نفى ذلك لاحقًا. 

## معلومات عامة
صُنعت نسخة طبق الأصل من العرش لفيلم جريتا جاربو الملكة كريستينا في عام 1933، واستخدمت أيضًا في فيلم باتمان عام 1989 كعرش للجوكر. 